# Станиславка (Одесская область)
Станиславка (укр. Станіславка) — село, относится к Подольскому району Одесской области Украины.
Население по переписи 2001 года составляло 1333 человека. Почтовый индекс — 66333. Телефонный код — 4862. Занимает площадь 3,81 км². Код КОАТУУ — 5122986401.

## Местный совет
66333, Одесская обл., Подольский р-н, с. Станиславка